# Giovanni da Capua

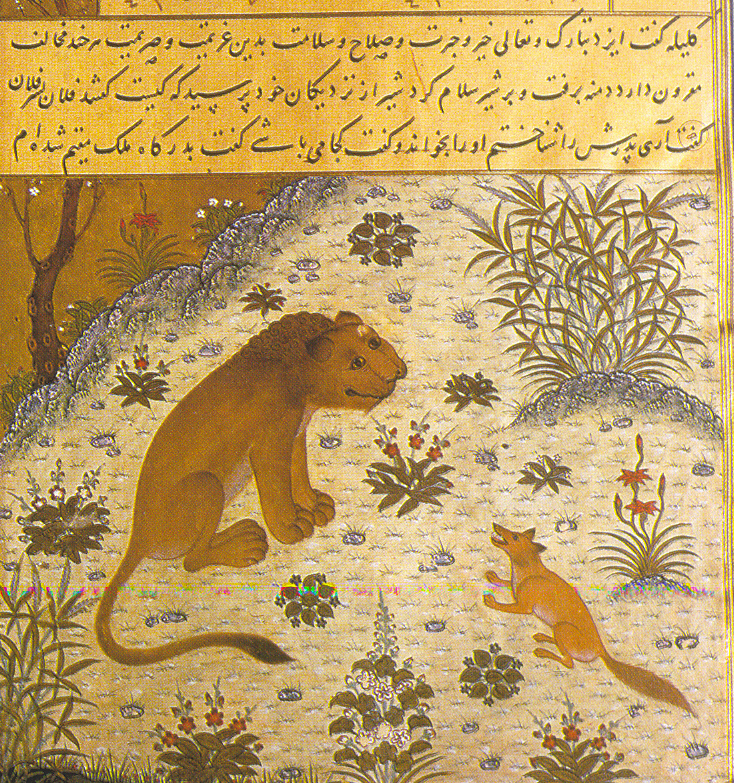
Una pagina da un codice del 1429 di Calila e Dimna.

Giovanni da Capua (Capua, 1250 circa – Roma, 1310 circa) è stato uno scrittore e traduttore italiano, noto per aver tradotto in latino una celebre raccolta di favole indiane.

## Biografia
Non si sa molto di Giovanni da Capua. Si sa che era un ebreo convertito alla religione cristiana, che fu attivo a Roma come traduttore in latino durante il pontificato di papa Bonifacio VIII (1294-1303). Non sono noti né il nome proprio ebraico, né la famiglia. Il suo nome è registrato dal filologo tedesco Johann Albert Fabricius come colui il quale ha tradotto la raccolta di favole nota come Calila e Dimna dalla lingua ebraica alla latina col titolo Directorium humanae vitae,. Riferisce lo storico Lorenzo Pignotti, peraltro anch'egli autore di favole, che la traduzione di Giovanni da Capua era stata dedicata al cardinale Matteo Rubeo Orsini (circa 1260-1305).
Le novelle, che grazie alla traduzione di Giovanni da Capua avranno larga diffusione nelle letterature moderne dell'Europa, provenivano dall'India (Hitopadesa, Pañcatantra), ed erano giunte in Europa attraverso traduzioni dal sanscrito al pahlavi (attorno al secolo VI), successivamente dal pahlavi all'arabo (traduzione di Abd-Allāh Ibn al-Muqaffaʿ, secolo VIII) e infine dall'arabo all'ebraico (secolo XII). Dalla versione latina di Giovanni da Capua derivò, fra le altre, una traduzione in lingua spagnola, da cui discese a sua volta la versione in lingua italiana del Firenzuola pubblicata postuma con altri scritti nel 1548 e nota come La prima veste dei discorsi degli animali. La versione italiana del Doni deriva invece dalla traduzione latina di Giovanni da Capua.